# Élections cantonales de 1937 dans le Finistère
Les élections cantonales françaises de 1937 ont eu lieu les 10 octobre et 17 octobre 1937.

## Assemblée départementale sortante
| Parti                                             | Sigle   | Élus |
| ------------------------------------------------- | ------- | ---- |
| Radicaux, socialistes et républicains (22 sièges) |         |      |
| Radicaux-socialiste                               | Rad-soc | 11   |
| Alliance démocratique                             | Rép.G   | 5    |
| Section française de l'Internationale ouvrière    | SFIO    | 3    |
| Radicaux indépendants                             | Rad.ind | 2    |
| Parti républicain-socialiste                      | Rép.soc | 1    |
| Droites (20 sièges)                               |         |      |
| Conservateur                                      | Conserv | 7    |
| Union républicaine démocratique                   | URD     | 7    |
| Parti démocrate populaire                         | PDP     | 6    |
| Communistes (1 siège)                             |         |      |
| Parti communiste français                         | PC      | 1    |
| Président du conseil général                      |         |      |
| Ferdinand Lancien (Radical-socialiste)            |         |      |

## Assemblée départementale élue
| Parti                                             | Sigle   | Sièges |
| ------------------------------------------------- | ------- | ------ |
| Radicaux, socialistes et républicains (22 sièges) |         |        |
| Radicaux-socialiste                               | Rad-soc | 9 -2   |
| Section française de l'Internationale ouvrière    | SFIO    | 5 +2   |
| Alliance démocratique                             | Rép.G   | 4 -1   |
| Radicaux indépendants                             | Rad.ind | 3 +1   |
| Parti républicain-socialiste                      | Rép.soc | 1      |
| Droites (20 sièges)                               |         |        |
| Conservateur                                      | Conserv | 7      |
| Union républicaine démocratique                   | URD     | 9 +2   |
| Parti démocrate populaire                         | PDP     | 4 -2   |
| Communistes (1 siège)                             |         |        |
| Parti communiste français                         | PC      | 1      |
| Président du conseil général                      |         |        |
| Ferdinand Lancien (Radical-socialiste)            |         |        |

## Résultats par canton

### Canton de Brest-1
|          | Victor Le Gorgeu * | Rad-soc  | 2 298 | 52.41 |  |  |
|          | Guillaume Messager | SFIO     | 1 790 | 40.82 |  |  |
|          | Henry Ménez        | Comm.    | 293   | 6.68  |  |  |
|          |                    |          |       |       |  |  |
| Inscrits | Inscrits           | Inscrits | 6 958 |       |  |  |
| Votants  | Votants            | Votants  | 4 434 | 63.73 |  |  |
| Exprimés | Exprimés           | Exprimés | 4 385 | 98.90 |  |  |

*sortant

### Canton d'Ouessant
|          | Antony Gonin    | Rad.ind  | 233 | 63.66 |  |  |
|          | Pierre Mocaër * | PDP-URD  | 132 | 36.07 |  |  |
|          | Louis Ruault    | Comm.    | 1   | 0.27  |  |  |
|          |                 |          |     |       |  |  |
| Inscrits | Inscrits        | Inscrits | 695 |       |  |  |
| Votants  | Votants         | Votants  | 369 | 53.09 |  |  |
| Exprimés | Exprimés        | Exprimés | 366 | 99.19 |  |  |

*sortant

### Canton de Lesneven
|          | Fernand Le Corre * | PDP-URD  | 3 747 | 95.98 |  |  |
|          | Louis Carris       | Comm.    | 121   | 3.10  |  |  |
|          |                    |          |       |       |  |  |
| Inscrits | Inscrits           | Inscrits | 5 716 |       |  |  |
| Votants  | Votants            | Votants  | 4 044 | 70.75 |  |  |
| Exprimés | Exprimés           | Exprimés | 3 904 | 96.54 |  |  |

*sortant

### Canton de Ploudiry
|          | Marcel Boucher *  | URD-Conserv | 1 008 | 87.65 |  |  |
|          | François L'Hélias | Comm.       | 132   | 11.48 |  |  |
|          |                   |             |       |       |  |  |
| Inscrits | Inscrits          | Inscrits    | 1 532 |       |  |  |
| Votants  | Votants           | Votants     | 1 201 | 78.39 |  |  |
| Exprimés | Exprimés          | Exprimés    | 1 150 | 95.75 |  |  |

*sortant

### Canton de Saint-Renan
|          | Baron Stanislas de Taisne de Raymonval * | Conserv  | 2 913 | 93.01 |  |  |
|          | Jean Riou                                | Comm.    | 218   | 6.99  |  |  |
|          |                                          |          |       |       |  |  |
| Inscrits | Inscrits                                 | Inscrits | 4 851 |       |  |  |
| Votants  | Votants                                  | Votants  | 3 238 | 66.75 |  |  |
| Exprimés | Exprimés                                 | Exprimés | 3 132 | 96.73 |  |  |

*sortant

### Canton de Landerneau
Gaston de l'Hôpital (Conserv) démissionne en 1933. Son fils Bertrand de l'Hôpital (Conserv) est élu lors de la partielle.
|          | Bertrand de l'Hôpital * | Conserv-URD | 3 115 | 56.99 |  |  |
|          | Jean-Louis Rolland      | SFIO        | 2 039 | 37.30 |  |  |
|          | Pierre Corcuff          | Comm.       | 178   | 3.26  |  |  |
|          | Mr J. Bourgot           | Rad-soc     | 134   | 2.45  |  |  |
|          |                         |             |       |       |  |  |
| Inscrits | Inscrits                | Inscrits    | 7 232 |       |  |  |
| Votants  | Votants                 | Votants     | 5 509 | 76.18 |  |  |
| Exprimés | Exprimés                | Exprimés    | 5 466 | 99.22 |  |  |

*sortant

### Canton de Plogastel-Saint-Germain
Jean Hénaff (PDP) ne se représente pas.
|          | Baron André Foy | URD      | 2 772 | 51.40 |  |  |
|          | Albert Le Bail  | Rad-soc  | 2 621 | 48.60 |  |  |
|          |                 |          |       |       |  |  |
| Inscrits | Inscrits        | Inscrits | 6 452 |       |  |  |
| Votants  | Votants         | Votants  | 5 430 | 84.16 |  |  |
| Exprimés | Exprimés        | Exprimés | 5 393 | 99.32 |  |  |

*sortant

### Canton de Quimper
| Candidats | Candidats         | Étiquette | Premier tour | Premier tour | Ballotage | Ballotage |
| Candidats | Candidats         | Étiquette | Voix         | %            | Voix      | %         |
| --------- | ----------------- | --------- | ------------ | ------------ | --------- | --------- |
|           | Jean-Louis Tanguy | URD       | 2 878        | 36.06        | 4 187     | 51.00     |
|           | Louis Blayau      | SFIO      | 2 142        | 26.09        | 4 021     | 49.00     |
|           | Louis Feunteun *  | Rad.ind   | 1 724        | 21.60        |           |           |
|           | Albert Jaouen     | Comm.     | 1 238        | 15.51        |           |           |
|           |                   |           |              |              |           |           |
| Inscrits  | Inscrits          | Inscrits  | 10 359       |              | 10 359    |           |
| Votants   | Votants           | Votants   | 8 075        | 77.95        | 8 281     | 79.94     |
| Exprimés  | Exprimés          | Exprimés  | 7 982        | 98.85        | 8 209     | 99.13     |

*sortant

### Canton de Briec
François Lannuzel (Rép.G) ne se représente pas.
| Candidats | Candidats      | Étiquette   | Premier tour | Premier tour | Ballotage | Ballotage |
| Candidats | Candidats      | Étiquette   | Voix         | %            | Voix      | %         |
| --------- | -------------- | ----------- | ------------ | ------------ | --------- | --------- |
|           | René D'Épiès   | Conserv-URD | 1 099        | 47.68        |           |           |
|           | Hervé Pétillon | Rad-soc     | 1 090        | 47.29        | 1 153     | 49.66     |
|           | Joseph Rivière | Comm.       | 116          | 5.03         |           |           |
|           | Hervé Mérour   | URD         | -            | -            | 1 171     | 50.34     |
|           |                |             |              |              |           |           |
| Inscrits  | Inscrits       | Inscrits    | 2 663        |              | 2 663     |           |
| Votants   | Votants        | Votants     | 2 316        | 86.97        | 2 336     | 87.72     |
| Exprimés  | Exprimés       | Exprimés    | 2 305        | 99.53        | 2 326     | 99.57     |

*sortant

### Canton de Scaër
| Candidats | Candidats         | Étiquette | Premier tour | Premier tour | Ballotage | Ballotage |
| Candidats | Candidats         | Étiquette | Voix         | %            | Voix      | %         |
| --------- | ----------------- | --------- | ------------ | ------------ | --------- | --------- |
|           | Henri Croissant * | Rad-soc   | 1 203        | 41.97        | 2 131     | 87.37     |
|           | Louis Montfort    | URD       | 1 014        | 35.38        |           |           |
|           | Louis Bontet      | Comm.     | 420          | 14.65        |           |           |
|           | Mr Tréguier       | SFIO      | 229          | 7.99         |           |           |
|           |                   |           |              |              |           |           |
| Inscrits  | Inscrits          | Inscrits  | 3 625        |              | 3 625     |           |
| Votants   | Votants           | Votants   | 2 883        | 79.53        | 2 439     | 67.28     |
| Exprimés  | Exprimés          | Exprimés  | 2 866        | 99.41        | 2 179     | 89.34     |

*sortant

### Canton de Douarnenez
| Candidats | Candidats                | Étiquette | Premier tour | Premier tour | Ballotage | Ballotage |
| Candidats | Candidats                | Étiquette | Voix         | %            | Voix      | %         |
| --------- | ------------------------ | --------- | ------------ | ------------ | --------- | --------- |
|           | François Halna du Fretay | URD       | 3 046        | 50.23        |           |           |
|           | Joseph Pencalet          | Comm.     | 1 209        | 19.94        |           |           |
|           | Victor Audren            | Rad.ind   | 1 393        | 22.97        |           |           |
|           | Hervé Le Corre           | SFIO      | 415          | 6.84         |           |           |
|           |                          |           |              |              |           |           |
| Inscrits  | Inscrits                 | Inscrits  | 9 020        |              |           |           |
| Votants   | Votants                  | Votants   | 6 113        | 67.77        |           |           |
| Exprimés  | Exprimés                 | Exprimés  | 6 064        | 99.20        |           |           |

*sortant

### Canton de Morlaix
François-Louis Bourgot est mort en 1936. Guy Le Normand (SFIO) est élu lors de la partielle.
| Candidats | Candidats        | Étiquette | Premier tour | Premier tour | Ballotage | Ballotage |
| Candidats | Candidats        | Étiquette | Voix         | %            | Voix      | %         |
| --------- | ---------------- | --------- | ------------ | ------------ | --------- | --------- |
|           | Guy Le Normand * | SFIO      | 2 223        | 49.73        | 2 500     | 75.99     |
|           | Hervé L'Éléouet  | Rép.G     | 2 097        | 46.91        |           |           |
|           | Louis Nédélec    | Comm.     | 140          | 3.13         |           |           |
|           |                  |           |              |              |           |           |
| Inscrits  | Inscrits         | Inscrits  | 6 185        |              | 6 185     |           |
| Votants   | Votants          | Votants   | 4 490        | 72.60        | 3 290     | 53.19     |
| Exprimés  | Exprimés         | Exprimés  | 4 470        | 99.56        | 2 572     | 78.18     |

*sortant

### Canton de Sizun
|          | Pierre Mazé * | Rad-soc  | 1 480 | 90.35 |  |  |
|          | Jean Omnès    | Comm.    | 104   | 6.35  |  |  |
|          |               |          |       |       |  |  |
| Inscrits | Inscrits      | Inscrits | 2 246 |       |  |  |
| Votants  | Votants       | Votants  | 1 796 | 79.96 |  |  |
| Exprimés | Exprimés      | Exprimés | 1 638 | 91.20 |  |  |

*sortant

### Canton de Taulé
| Candidats | Candidats                | Étiquette | Premier tour | Premier tour | Ballotage | Ballotage |
| Candidats | Candidats                | Étiquette | Voix         | %            | Voix      | %         |
| --------- | ------------------------ | --------- | ------------ | ------------ | --------- | --------- |
|           | François-Marie Joncour   | URD       | 1 101        | 46.49        | 1 188     | 44.29     |
|           | François-Louis Guillou * | Rép.G     | 821          | 34.67        | 1 223     | 50.73     |
|           | Louis Quéguiner          | SFIO      | 398          | 16.81        |           |           |
|           | Corentin Lucas           | Comm.     | 48           | 2.03         |           |           |
|           |                          |           |              |              |           |           |
| Inscrits  | Inscrits                 | Inscrits  | 3 297        |              | 3 297     |           |
| Votants   | Votants                  | Votants   | 2 389        | 72.46        |           |           |
| Exprimés  | Exprimés                 | Exprimés  | 2 368        | 99.12        | 2 411     | 99.12     |

*sortant

### Canton de Plouigneau
Armand Jaouen (Rad-soc) est mort en 1932. 
Son fils Eugène Jaouen (Rad.ind) est élu lors de la partielle. 
Il ne se représente pas en 1937.
| Candidats | Candidats      | Étiquette   | Premier tour | Premier tour | Ballotage | Ballotage |
| Candidats | Candidats      | Étiquette   | Voix         | %            | Voix      | %         |
| --------- | -------------- | ----------- | ------------ | ------------ | --------- | --------- |
|           | Émile Le Roux  | SFIO        | 1 183        | 46.43        | 1 355     | 82.87     |
|           | Pierre Barazer | PDP-URD     | 696          | 27.32        |           |           |
|           | Pierre Rolland | Rad.ind (*) | 547          | 21.47        |           |           |
|           | François Menou | Comm.       | 122          | 4.79         |           |           |
|           |                |             |              |              |           |           |
| Inscrits  | Inscrits       | Inscrits    | 3 499        |              | 3 499     |           |
| Votants   | Votants        | Votants     | 2 580        | 73.74        | 1 635     | 46.73     |
| Exprimés  | Exprimés       | Exprimés    | 2 548        | 98.76        | 1 401     | 85.69     |

*sortant

### Canton de Châteaulin
|          | Noël L'Haridon | Rad-soc  | 2 439 | 51.05  |  |  |
|          | Louis Larvol * | URD      | 2 337 | 48.95  |  |  |
|          |                |          |       |        |  |  |
| Inscrits | Inscrits       | Inscrits | 6 256 |        |  |  |
| Votants  | Votants        | Votants  | 4 839 | 727.35 |  |  |
| Exprimés | Exprimés       | Exprimés | 4 778 | 98.74  |  |  |

*sortant

### Canton de Châteauneuf-du-Faou
Victor Le Guern (Rad.ind) élu depuis 1914, est mort en 1937.
|          | Joseph Derrien | Rad.ind  | 3 348 | 82.38 |  |  |
|          | Joseph Hervé   | Comm.    | 714   | 17.62 |  |  |
|          |                |          |       |       |  |  |
| Inscrits | Inscrits       | Inscrits | 6 359 |       |  |  |
| Votants  | Votants        | Votants  | 4 116 | 64.73 |  |  |
| Exprimés | Exprimés       | Exprimés | 4 064 | 98.74 |  |  |

*sortant

### Canton d'Huelgoat
| Candidats | Candidats              | Étiquette | Premier tour | Premier tour | Ballotage | Ballotage |
| Candidats | Candidats              | Étiquette | Voix         | %            | Voix      | %         |
| --------- | ---------------------- | --------- | ------------ | ------------ | --------- | --------- |
|           | François Le Dilasser * | Rad-soc   | 1 174        | 42.23        | 1 328     | 44.96     |
|           | Pierre Blanchard       | SFIO      | 781          | 28.76        | 1 626     | 55.04     |
|           | Fernand Jacq           | Comm.     | 761          | 28.02        |           |           |
|           |                        |           |              |              |           |           |
| Inscrits  | Inscrits               | Inscrits  | 4 010        |              | 4 010     |           |
| Votants   | Votants                | Votants   | 2 732        | 68.13        | 2 960     | 73.82     |
| Exprimés  | Exprimés               | Exprimés  | 2 716        | 99.41        | 2 954     | 99.80     |

*sortant

### Canton du Faou
|          | Yves Bourhis *   | Rad-soc  | 1 111 | 70.81 |  |  |
|          | François Le Gall | SFIO     | 437   | 27.85 |  |  |
|          | Eugène Kerautret | Comm.    | 21    | 1.34  |  |  |
|          |                  |          |       |       |  |  |
| Inscrits | Inscrits         | Inscrits | 2 241 |       |  |  |
| Votants  | Votants          | Votants  | 1 600 | 71.40 |  |  |
| Exprimés | Exprimés         | Exprimés | 1 569 | 98.06 |  |  |

*sortant

### Canton de Quimperlé
Jean-Marie Le Gall (Rad-soc) ne se représente pas.
|          | Alain-Paul Le Louédec | Rad.ind  | 2 034 | 60.92 |  |  |
|          | Pierre Brangoulo      | Paysan   | 643   | 19.26 |  |  |
|          | Louis Busson          | SFIO     | 322   | 9.64  |  |  |
|          | François Carré        | Comm.    | 320   | 9.58  |  |  |
|          |                       |          |       |       |  |  |
| Inscrits | Inscrits              | Inscrits | 4 784 |       |  |  |
| Votants  | Votants               | Votants  | 3 386 | 70.78 |  |  |
| Exprimés | Exprimés              | Exprimés | 3 339 | 98.61 |  |  |

*sortant

### Canton de Landivisiau
|          | Gabriel Pouliquen * | URD      | 2 687 | 92.12 |  |  |
|          | Gabriel Boulant     | Comm.    | 222   | 7.61  |  |  |
|          |                     |          |       |       |  |  |
| Inscrits | Inscrits            | Inscrits | 4 168 |       |  |  |
| Votants  | Votants             | Votants  | 3 046 | 73.08 |  |  |
| Exprimés | Exprimés            | Exprimés | 2 917 | 95.77 |  |  |

*sortant

### Canton de Pont-Aven
|          | François Cadoret * | Rad-soc  | 2 520 | 83.80 |  |  |
|          | Hippolyte Cornou   | SFIO     | 328   | 10.91 |  |  |
|          | Paul Leborgne      | Comm.    | 135   | 4.49  |  |  |
|          |                    |          |       |       |  |  |
| Inscrits | Inscrits           | Inscrits | 5 566 |       |  |  |
| Votants  | Votants            | Votants  | 3 296 | 59.22 |  |  |
| Exprimés | Exprimés           | Exprimés | 3 007 | 91.23 |  |  |

*sortant